# Charles Fuller
Charles Fuller (Filadelfia, 5 marzo 1939 – Toronto, 3 ottobre 2022) è stato un drammaturgo e sceneggiatore statunitense.
Nel 1982 vinse il Premio Pulitzer per il dramma A Soldier's Play, poi trasposto da Fuller in una sceneggiatura per il film Storia di un soldato, diretto da Norman Jewison nel 1984, sceneggiatura che fu candidata all'Oscar nel 1985.

## Filmografia

### Cinema
- Storia di un soldato (A Soldier's Play) di Norman Jewison (1984)
- Tutti colpevoli (A Gathering of Old Men) di Volker Schlöndorff (1987)

### Televisione
- The Sky Is Gray di Stan Lathan (1980)

- Zooman di Leon Ichaso (1995)
- The Wall di Joseph Sargent (1998)
- Love Songs di Andre Braugher, Louis Gossett Jr., Robert Townsend (1999)

## Teatro
- Zooman and the Sign (1979)
- A Soldier's Play (1981)